# Mdou Moctar
Mdou Moctar (artiestennaam van Mahamadou Souleymane) is een Toeareg songwriter en muzikant uit Niger. Zijn muziek wordt omschreven als assouf, teshumara, woestijnblues of toearegrock. Zijn debuutalbum Anar verscheen in 2008. In 2011 bereikte Moctar een internationaal publiek toen zijn nummer "Tahoultine" verscheen op het verzamelalbum Music from Saharan Cellphones.

## Biografie

### Jeugd en beginjaren (jaren 1980-2010)
Moctar werd in het midden van de jaren 1980 geboren in Abalak, een stad in het zuidwesten van Niger. Hij behoort tot de Toeareg, een Berberstam. Hij bracht zijn vroegste jaren door in Tchin-Tabaraden, een stad in het sedimentaire bekken Azawagh - niet te verwarren met Azawad - dat zich uitstrekt over het noordwesten van Niger, het noordoosten van Mali en het zuiden van Algerije. Moctar verhuisde nog op jonge leeftijd met zijn familie naar Arlit, een stad die in de jaren 1960 werd gesticht voor de mijnbouwers die in het gebied uranium dolven.
In zijn late tienerjaren verliet hij het boorbedrijf waar hij werkte, om zich te storten op muziek. Gefascineerd door de muziek van artiesten als Abdallah Oumbadougou leerde de linkshandige Moctar zichzelf gitaar spelen op een gitaar die hij zelf maakte van hout, sardineblikjes en kabels van fietsremmen. Hij kreeg geen steun van zijn zwaar religieuze familie en beoefende in het geheim takamba, een Toeareg muziekstijl. Ook begon hij eigen werk te schrijven.
In 2002 werd Moctar door zijn ouders naar Libië gestuurd om te werken. Het geld dat hij verdiende, werd gebruikt om de familie te onderhouden. Zijn gitaar bleef achter in Niger. In Libië bezocht hij een concert van Addani Alhousseini. Dat optreden zorgde voor een kantelpunt in zijn leven; vanaf dat moment stortte hij zich op de muziek. In 2005 keerde Moctar terug naar Niger en schreef hij meer nummers. In 2008 reisde hij naar Sokoto in Nigeria om zijn debuutalbum Anar op te nemen. Het album werd niet formeel uitgegeven, maar werd verspreid via mobiele telefoons en simkaarten - niet ongebruikelijk in West-Afrika. Via deze weg verkreeg hij zijn eerste bekendheid.

### Sahel Sounds (2011-2019)
In 2011 verscheen het verzamelalbum Music from Saharan Cellphones. Het album bevat nummers die Christopher Kirkley, blogger en oprichter van platenlabel Sahel Sounds, verzamelde in Mali. "Tahoultine", het openingsnummer van Anar, belandde op het album waarmee Moctar ook bij het Westerse publiek bekend raakte. Zo raakte Gerard Cosloy, mede-eigenaar van Matador Records, dankzij het album onder de indruk van Moctars muziek. "Tahoultine" en het nummer "Anar" werden vervolgens gecoverd door de Amerikaanse popgroep Brainstorm, net als Kirkley afkomstig uit Portland (Oregon). In 2013 verscheen het livealbum Afelan dat uitgebracht werd door Sahel Sounds.
Moctar toerde in 2014 met begeleidingsband door Europa. Wegens kostbare problemen tijdens de tournee werd er geen geld aan verdiend. Kirkley besloot Anar uit te brengen op vinyl maar verontschuldigde zich voor de hoge prijs van het album; het geld was nodig om een volgende tournee te kunnen financiëren. Kirkley startte nog dat jaar een crowdfundingcampagne op Kickstarter om de eerste film te maken in Tamasheq, een Toearegtaal. De film werd een hervertelling van Purple Rain (1984), waarin Prince de hoofdrol speelde en de muziek verzorgde. De hervertelling werd gebaseerd op het leven van Moctar. Hij speelde de hoofdrol en maakte de soundtrack. De film werd in 2015 uitgebracht als Akounak Tedalat Taha Tazoughai. De internationale titel is Rain the Color of Blue with A Little Red In It ― het Tamasheq heeft geen woord voor de kleur paars. Sousoume Tamachek, Moctars tweede studioalbum, verscheen in 2017.
Moctar en zijn partner Layla verwelkomden hun kind in 2019. In hetzelfde jaar verscheen Ilana (The Creator), zijn eerste studioalbum sinds zijn doorbraak in het Westen. Op het album werkte Moctar voor het eerst samen met een volwaardige band.

### Matador Records (2020-heden)
In 2020 tekende Moctar bij Matador. Het eerste album dat hij uitbracht op het label was Afrique Victim in 2021. Op het album brengt hij een ode aan zijn partner in het naar haar vernoemde lied "Layla". Het album belandde volgens John Denekamp van OOR op veel "hippe westerse jaarlijsten", zo ook op die van het tijdschrift zelf.
Op 26 juli 2023 pleegde de presidentiële garde van Niger een staatsgreep waarop de grenzen van het land werden gesloten. Moctar en zijn band waren op dat moment op tournee door de Verenigde Staten. Hun laatste optreden stond gepland op 29 juli. Moctar, gitarist Ahmoudou Madassane en drummer Souleymane Ibrahim konden vanwege de staatsgreep niet terugkeren naar hun thuisland. Een crowdfundingcampagne op GoFundMe om hun verblijf in de Verenigde Staten te bekostigen en om inkomsten te genereren voor de families van de Nigerese bandleden leverde $100.000 op. Onder andere Jack White en Matador behoorden tot de donateurs.
Moctars vijfde studioalbum Funeral for Justice kwam uit in mei 2024.

## Stijl
De muziek die Moctar maakt, wordt gerekend tot assouf, teshumara, woestijnblues of toearegrock. Kenmerkend voor woestijnblues en toearegrock is de politieke lading van de liedteksten. Zo schrijft Moctar over de "uitverkoop" van Afrika aan Nigers voormalige kolonist Frankrijk en de Verenigde Staten. Timothy Monger van AllMusic noemde Moctars speelstijl innovatief en intens. In zijn recensie van een optreden in de Tolhuistuin in Amsterdam benoemde Menno Pot in De Volkskrant Moctars "bijna onbevattelijke gitaarspel" dat hij verder omschreef als "tollend, krioelend, hypnotiserend (...) met betoverende melodieën."

## Bezetting
|  | Mdou Moctar (zang, gitaar)           |
|  | Ahmoudou Madassane (gitaar)          |
|  | Michael Coltun (basgitaar, producer) |
|  | Souleymane Ibrahim (drums)           |

## Discografie
Studioalbums
- Anar, 2008
- Akounak Tedalat Taha Tazoughai (soundtrack), 2015
- Sousoume Tamachek, 2017
- Ilana (The Creator), 2019
- Afrique Victime, 2021
- Funeral for Justice, 2024

Livealbums
- Afelan, 2013
- Blue Stage Sessions, 2019